# شهرستان پارک (مونتانا)
شهرستان پارک، مونتانا (به انگلیسی: Park County, Montana) یک سکونتگاه مسکونی در ایالات متحده آمریکا است که در ایالت مونتانا واقع شده‌است.

## خصوصیات
شهرستان پارک ۷٬۲۸۸٫۲۷ کیلومترمربع مساحت دارد.